# Метт Кемерон
Меттью Девід Кемерон (англ. Matthew David Cameron; 28 листопада 1962, Сан-Дієго) — американський музикант, барабанщик гуртів Soundgarden і Pearl Jam.

## Біографія
У 1998 році, після розпаду Soundgarden, приєднався до гурту Pearl Jam і замінив Джека Айронса, дебютувавши концертним альбомом Live on Two Legs. Група також іноді грає роль автора музики і текстів.
Паралельно, з тих пір, він також грає в Wellwater Conspiracy, проєкт все ще знаходиться в роботі.
У 2000 році він грає на ударних на сольному альбомі басиста та вокаліста Rush Ґедді Лі, My Favorite Headache.
У 2010 році бере участь у Soundgarden, і у 2011 році видає концертний альбом Live on I-5.